# Budikovany
Budikovany – wieś (obec) na Słowacji położona w kraju bańskobystrzyckim, w powiecie Rymawska Sobota. Pierwsze wzmianki o miejscowości pochodzą z roku 1301. 
Według danych z dnia 31 grudnia 2012, wieś zamieszkiwało 56 osób, w tym 29 kobiet i 27 mężczyzn.
W 2001 roku pod względem narodowości i przynależności etnicznej 87,69% mieszkańców stanowili Słowacy, a 3,08% Węgrzy.
Ze względu na wyznawaną religię struktura mieszkańców kształtowała się w 2001 roku następująco:
- Katolicy rzymscy – 38,46%
- Ewangelicy – 38,46%
- Prawosławni – 1,54%
- Ateiści – 10,77%
- Nie podano – 10,77%